# Gråsidig cettia
Gråsidig cettia (Cettia brunnifrons) är en asiatisk fågel i familjen cettisångare inom ordningen tättingar.

## Utseende och läte
Gråsidig cettia är en liten, endast 10 centimeter lång fågel. Den har mörkbrun ovansida och gråvit undersida med grå bröstsidor och olivbruna flanker. På huvudet syns rödbrun panna och hjässa samt ett kort vitaktigt ögonbrynsstreck. Liknande rostkronad cettia (C. major) är större, har ljusare undersida samt ett otydligare ögonbrynsstreck framför ögat. Sången är ett högljutt väsande sipp-ti-ti-sipp som upprepas kontinuerligt.

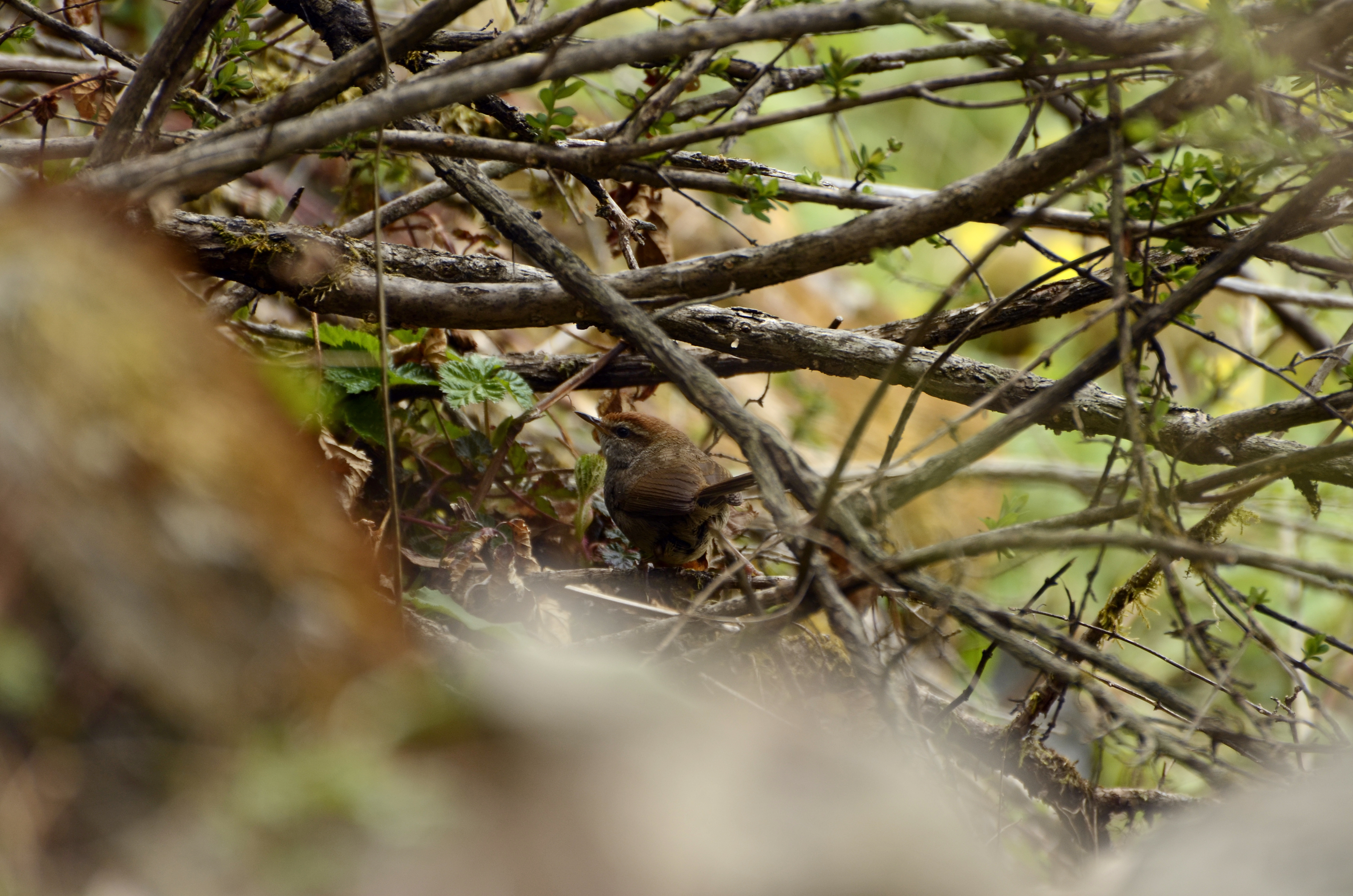
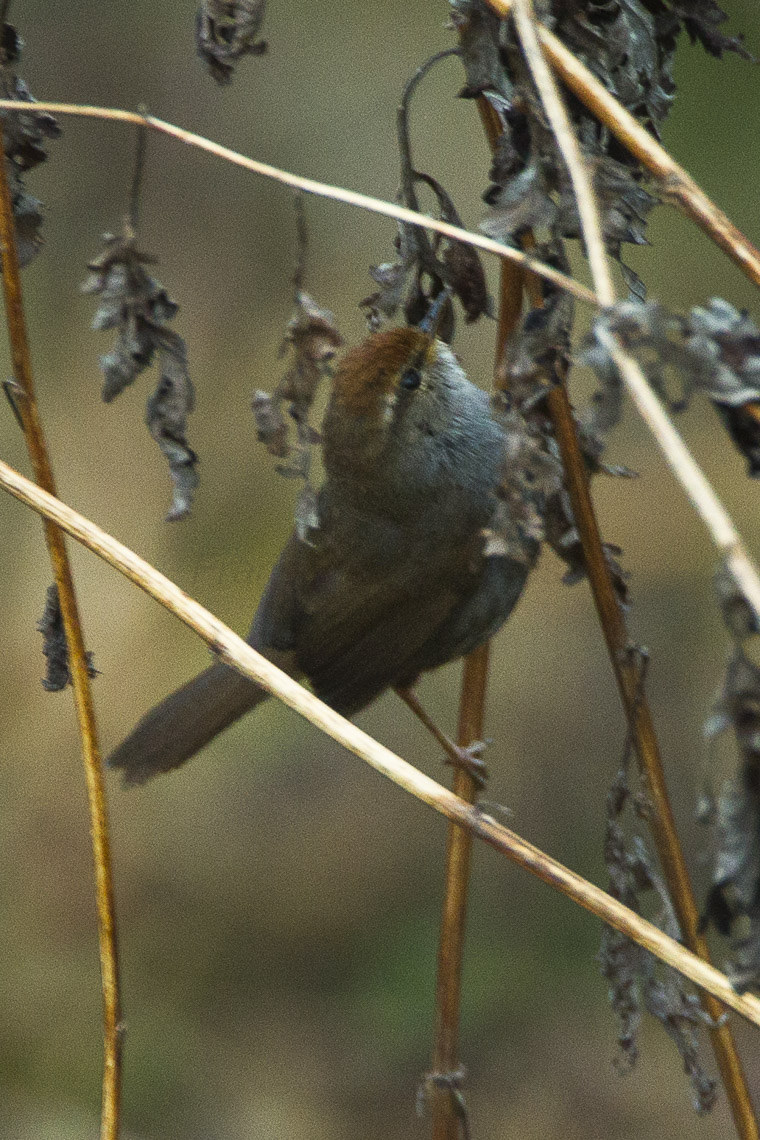
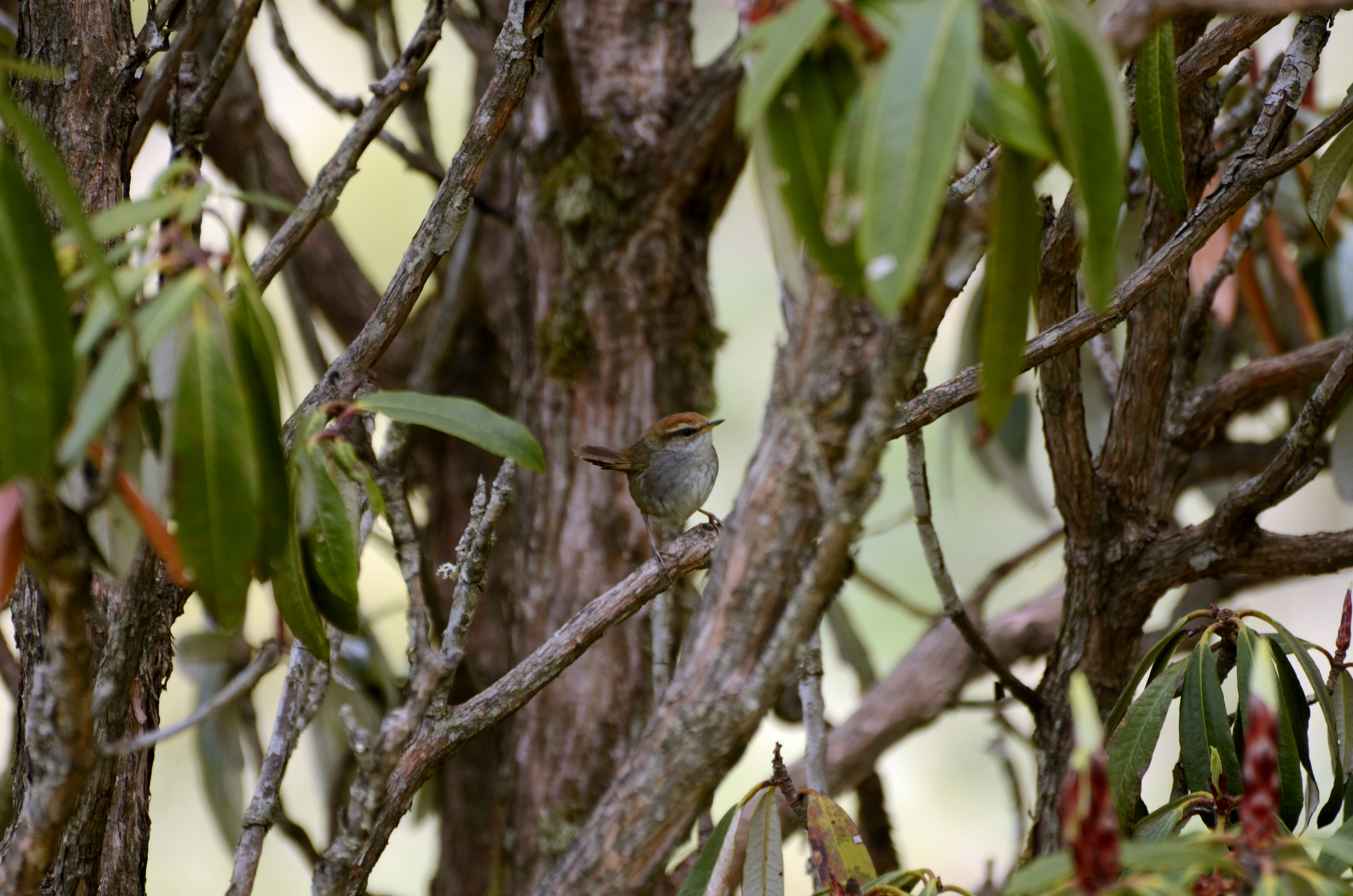

## Utbredning och systematik
Gråsidig cettia delas in i tre underarter med följande utbredning.
- Cettia brunnifrons whistleri – förekommer i nordvästra Himalaya från Kashmir till Garhwal
- Cettia brunnifrons brunnifrons – östra Himalaya (från Garhwal till Nepal, Sikkim, Bhutan och sydöstra Tibet)
- Cettia brunnifrons umbratica – nordöstra Indien (Arunachal Pradesh), södra Kina (sydöstra Tibet, västra Sichuan och nordvästra Yunnan) och norra Myanmar

### Släktskap
Trots kraftig avvikande utseende visar DNA-studier att gråsidig cettia är systerart med gulstrupig cettia (Cettia castaneocoronata), tidigare i Tesia eller egna släktet Oligura.

### Familjetillhörighet
Gråsidig cettia placerades tidigare i den stora familjen sångare (Sylviidae). DNA-studier har dock visat att arterna i familjen inte är varandras närmaste släktingar och har därför delats upp i ett antal mindre familjer. Gråsidig cettia med släktingar förs idag till familjen cettisångare (Cettiidae eller Scotocercidae) som är nära släkt med den likaledes utbrytna familjen lövsångare (Phylloscopidae) men också med familjen stjärtmesar (Aegithalidae). Även de två afrikanska hyliorna, numera urskilda i egna familjen Hyliidae, anses höra till gruppen.

## Levnadssätt
Denna art häckar i höglänta buskmarker och snår intill skogsbryn. Dess häckningsbiologi är dåligt känd, men tros häcka mellan april och augusti. Den livnär sig av små ryggradslösa djur, mest spindlar och larver, som den letar efter på marken eller lågt i buskar. Arten är en kortflyttare som söker sig till lägre nivåer efter häckning. Där hittas den i buskmarker och i undervegetation i skog.

## Status och hot
Arten har ett stort utbredningsområde och en stabil population. Utifrån dessa kriterier kategoriserar IUCN arten som livskraftig (LC). Världspopulationen har inte uppskattats, men den beskrivs som lokalt vanlig, vanlig och vida spridd i Nepal, vanlig i Indien och Bhutan men ovanlig i norra Myanmar.

## Namn
Fågelns släktesnamn är efter den italienske zoologen Francesco Cetti.